# Syncordulia venator
Syncordulia venator – gatunek ważki z rodziny Synthemistidae. Endemit Południowej Afryki; występuje w Prowincji Przylądkowej Zachodniej.
Imago lata od września do połowy marca. Długość ciała 49–50 mm. Długość tylnego skrzydła 28 mm.